# 알렉산더 프라이
알렉산더 프라이(독일어: Alexander Frei, 1979년 7월 15일 ~ )는 스위스의 은퇴한 축구 선수이다.
1997-1998 시즌 스위스 슈퍼 리그의 바젤에서 선수 생활을 시작, 툰,루체른, 세르베트를 거쳐 2003년 리그 1의 스타드 렌으로 이적하였다. 스타드 렌에 합류한 뒤 2003-2004 시즌에 19골을 터뜨리며 지브릴 시세에 이어 득점 순위 2위에 올랐고, 다음 시즌에는 20골을 몰아붙이며 르 샹피오나 리그 득점왕에 올라 유럽 여러 팀들의 주목을 받았다. 유럽 여러 팀들이 그를 영입하기 위해 경쟁을 벌이던 중, 2006년 8월 얀 콜레르가 빠진 분데스리가의 도르트문트로 이적하였다.
한편, 스위스 축구 국가대표팀에선 2001년 유고슬라비아를 상대로 대표팀 데뷔전을 치렀고, 이 해에 유럽 21세 이하 선수권 대회에서 두 골을 넣었다. 이후 유로 2004에서 팀의 주전 스트라이커로서의 지위를 확립하였으며, 2006년 FIFA 월드컵에서 대한민국을 상대로 넣은 골이 오프사이드 논란에 휩싸이기도 하였으나 오라시오 엘리손도 주심이 골로 인정하여 논란이 일었다. 그러나 FIFA는 이 장면을 비디오로 분석한 결과 심판의 판정이 옳았다고 발표했다. 
2007년 3월 요한 포겔을 대신해 스위스 대표팀의 주장으로 임명되었고, 2008년 5월 30일에 있었던 리히텐슈타인과의 경기에서 2골을 넣어 스위스 대표팀 역대 최다 득점 기록인 34골을 경신시켰다. 유로 2008에선 체코와의 개막전에서 부상을 당하는 바람에 좋은 활약을 펼치지 못했다. 2009년 7월에는 자국의 바젤로 복귀하였다. 그는 2013년 5월 1일 있었던 영 보이즈와의 경기를 마지막으로 현역에서 은퇴했다.

## 수상
세르베트
- 2000-01 스위스 컵 우승

바젤
- 스위스 슈퍼리그 : 2009-10, 2010-11, 2011-12, 2012-13
- 스위스 컵 우승 : 2009-10, 2011-12
- 2012-13 스위스 컵 준우승
- 2010-11 우렌컵 우승

개인
- 2004-05 리그 1 득점왕
- 2004-05 리그 1 베스트 11
- 2006년 FIFA 월드컵 맨 오브 더 매치 : vs. 토고, vs. 대한민국 (이상 조별리그)
- 2011년 스위스 슈퍼리그 올해의 선수상
- 스위스 올해의 선수상 : 2004, 2005, 2007
- 스위스 슈퍼리그 득점왕 : 2010-11, 2011-12